# Pavel Soukup (fotbalista)
Pavel Soukup (* 18. dubna 1952) je bývalý český fotbalista, obránce. Po skončení aktivní kariéry působil jako trenér na regionální úrovni.

## Fotbalová kariéra
V československé lize hrál za TJ SU Teplice. Nastoupil ve 28 ligových utkáních. Z Teplic odešel do TJ Vagónka Česká Lípa.

## Ligová bilance
| Ročník                                   | Zápasy | Góly | Klub                  |
| ---------------------------------------- | ------ | ---- | --------------------- |
| 1. československá fotbalová liga 1975/76 | 5      | 0    | SU Teplice            |
| 1. československá fotbalová liga 1976/77 | 4      | 0    | SU Teplice            |
| 1. československá fotbalová liga 1977/78 | 7      | 0    | SU Teplice            |
| 1. československá fotbalová liga 1978/79 | 12     | 0    | SU Teplice            |
| Česká národní fotbalová liga 1979/80     | -      | -    | TJ Vagónka Česká Lípa |
| Česká národní fotbalová liga 1980/81     | -      | -    | TJ Vagónka Česká Lípa |
| Česká národní fotbalová liga 1981/82     | 24     | 0    | TJ Vagónka Česká Lípa |
| Česká národní fotbalová liga 1982/83     | 17     | 1    | TJ Vagónka Česká Lípa |
| Česká národní fotbalová liga 1983/84     | 3      | 0    | TJ Vagónka Česká Lípa |
| CELKEM 1. liga                           | 28     | 0    |                       |